# Gare centrale de Zagreb
La gare centrale de Zagreb (en croate : Zagreb Glavni kolodvor) est la principale gare ferroviaire de Zagreb, la capitale de la Croatie,. Située à un kilomètre au sud de la place Ban-Jelačić, elle est la  plus grande gare du pays et le siège de la compagnie Hrvatske zeljeznice, les chemins de fer croates.

## Situation ferroviaire

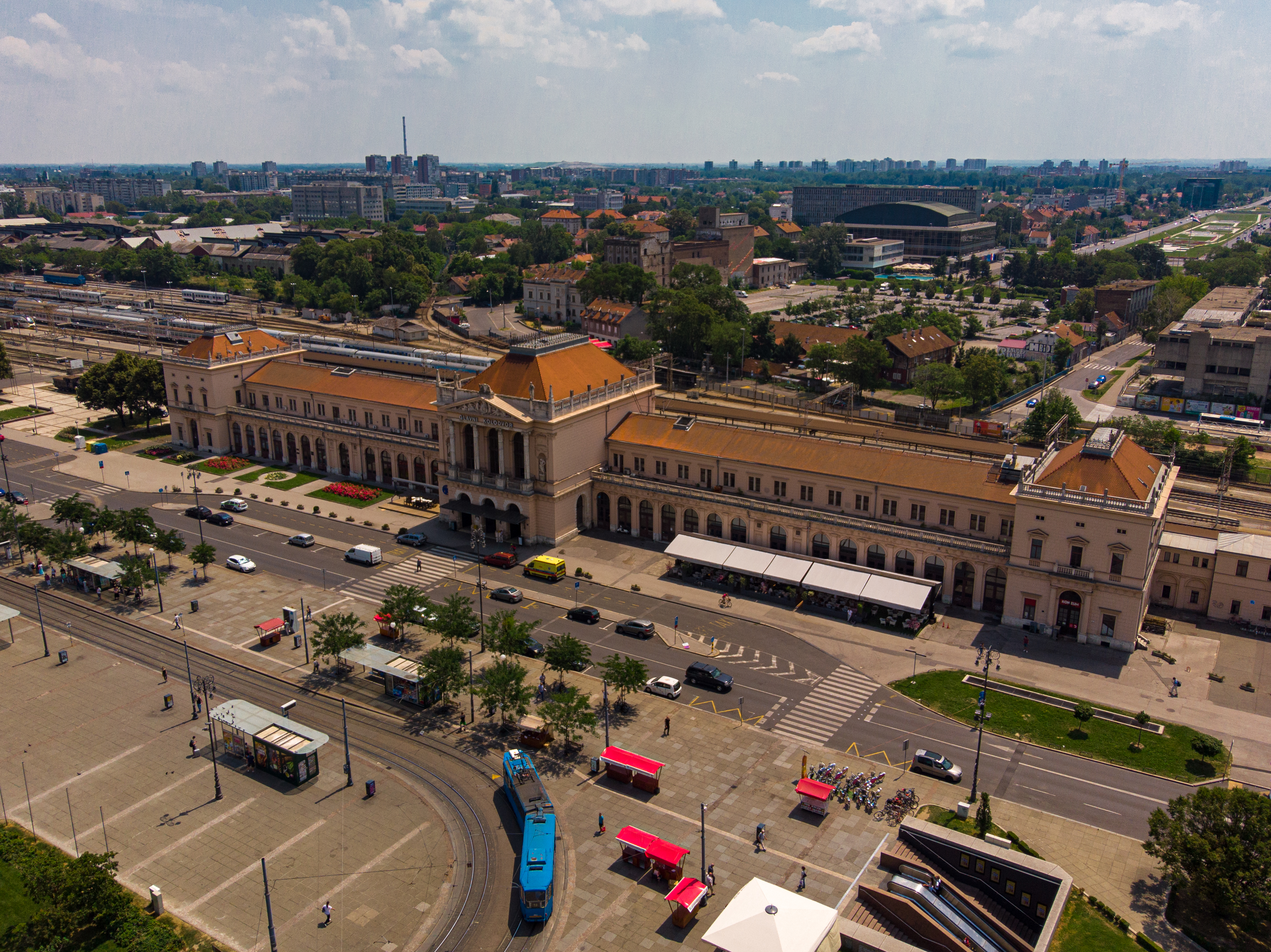
Vue aérienne.

La gare constitue la tête des lignes principales du réseau ferré issu des Hrvatske željeznice, menant à Rijeka, à Zidani Most en Slovénie et à Novska, ainsi qu'à Dugo Selo. Zagreb est également un nœud de communication important des corridors paneuropéens V et X.

## Histoire
Un acte de 1890 du gouvernement de la Hongrie, dix ans après le grand tremblement de terre de Zagreb, a autorisé la construction de la gare. La construction du bâtiment principal de style néo-classique et de 186 mètres de long a été supervisée par l'architecte austro-hongrois Ferenc Pfaff (1851-1913). Les œuvres sculptées ont été réalisées par le sculpteur hongrois Vilim Marschenko. La gare a été inaugurée le 1er juillet 1892.
Le 30 août 1974 s'est produit un tragique accident ferroviaire, tuant 153 personnes,. Il a été le pire accident ferroviaire de l'histoire du pays.
Des travaux de reconstruction ont eu lieu à l'intérieur de la gare entre 1986 et 1987, à l'occasion de l'Universiade d'été, puis à nouveau en 2006 quand un passage souterrain fut construit.

Vues de la gare
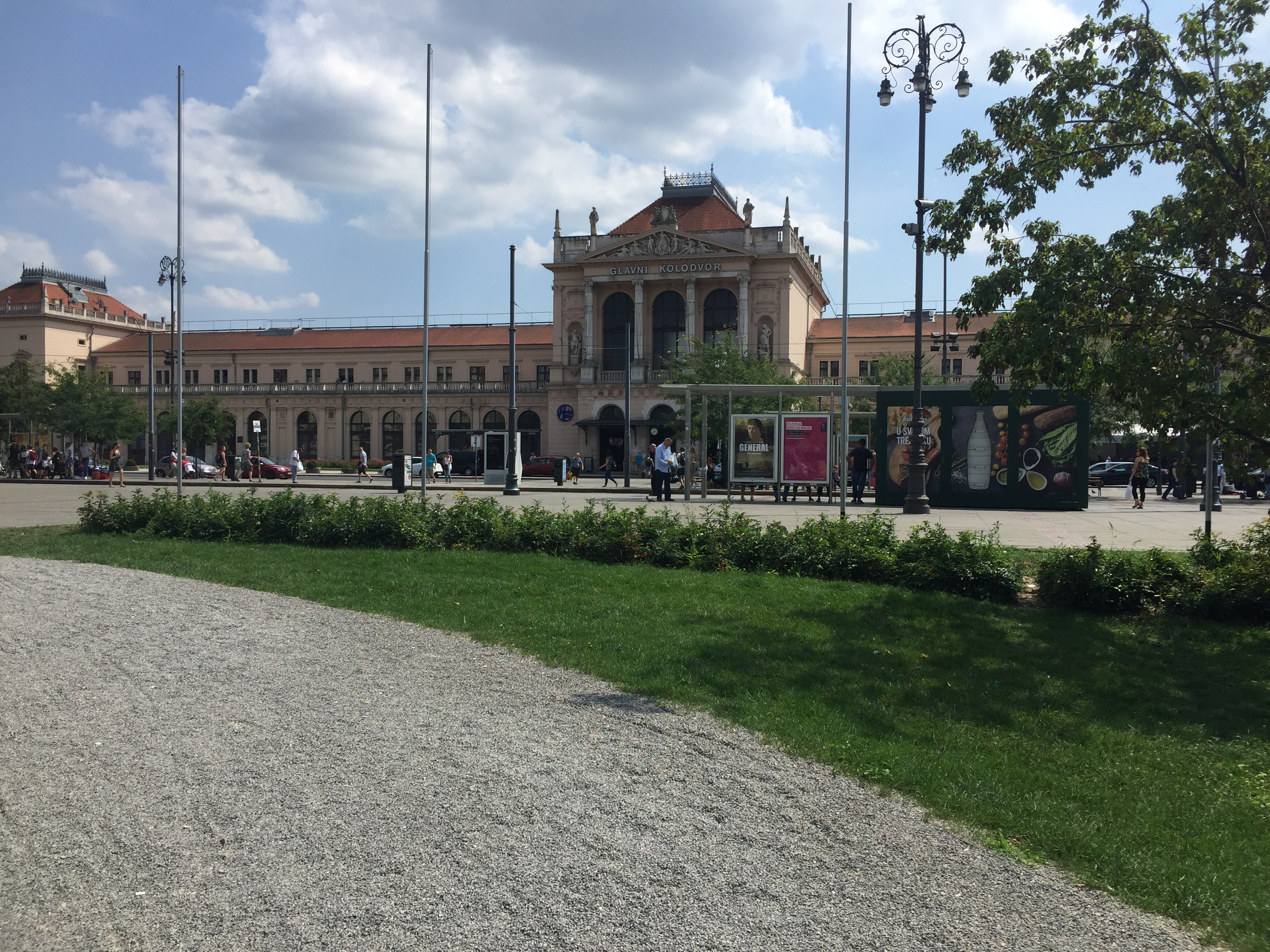
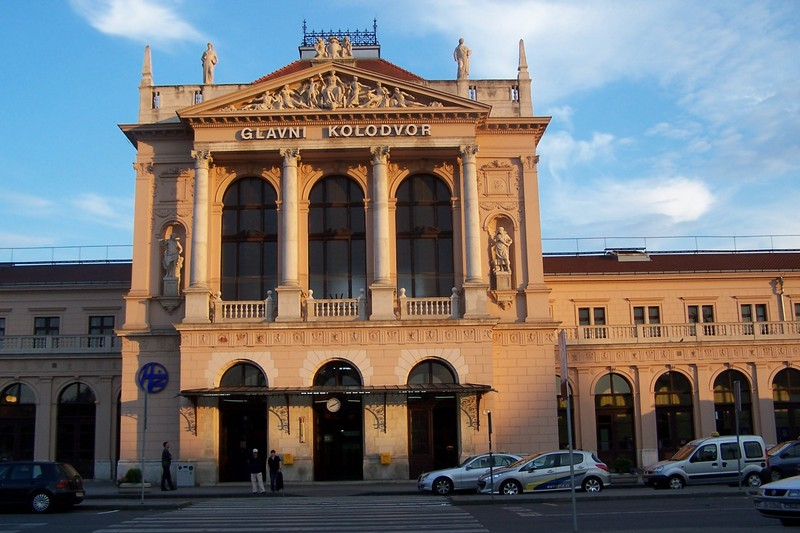
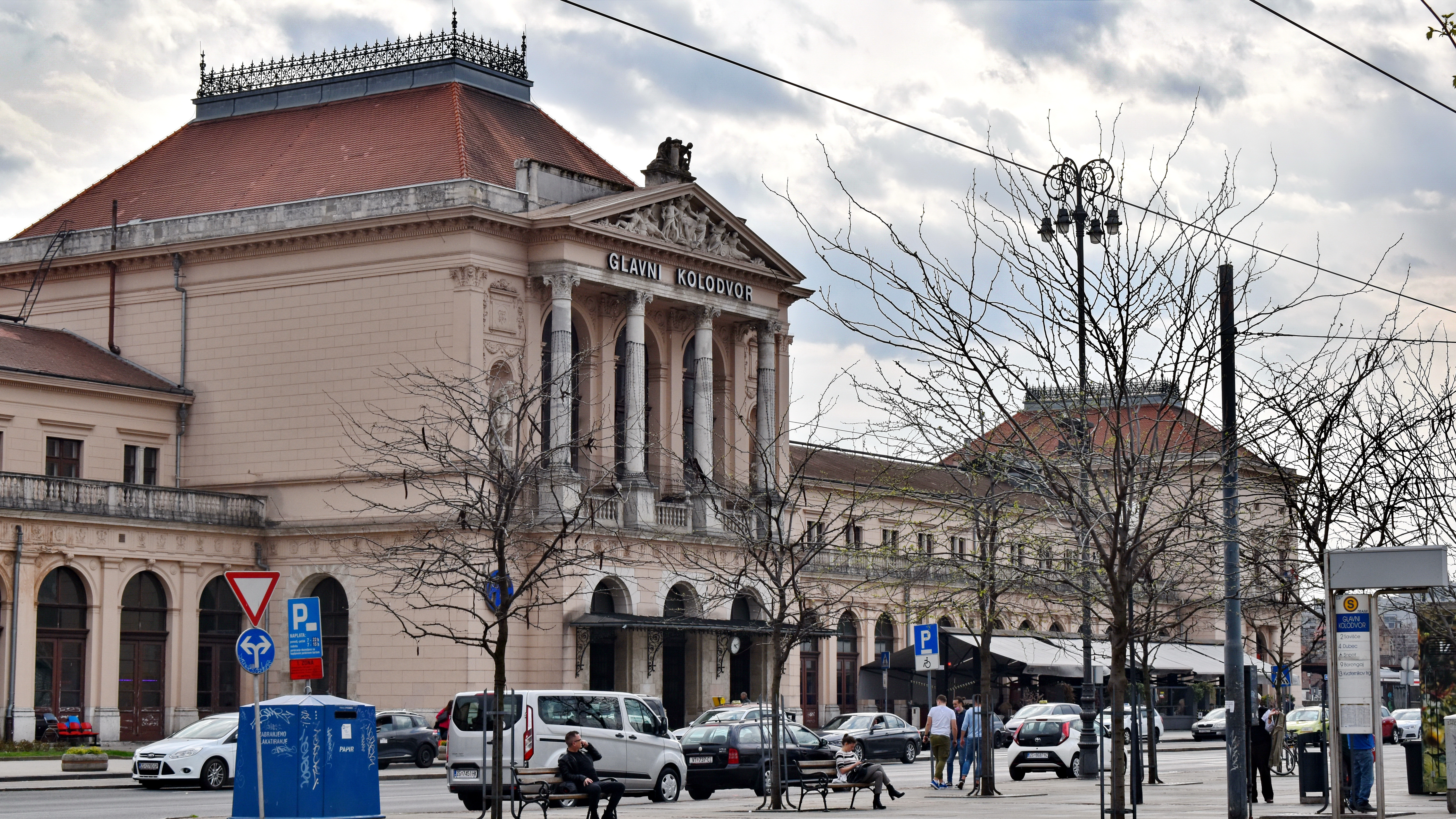

## Service des voyageurs

### Desserte
La gare est desservie par plusieurs trains nationaux qui partent notamment pour Split, Rijeka et Osijek. Elle accueille également des trains EuroCity et EuroNight à destination de la Slovénie (Ljubljana), de l'Autriche (Vienne, Villach et Salzbourg), de la Hongrie (Budapest-Déli), et de la Serbie (Belgrade Centre).